# شیلینارید
شیلینارید (به سوئدی: Skillingaryd) یک منطقهٔ مسکونی در سوئد است که در بخش واگگرید واقع شده‌است. شیلینارید ۳٫۷۸ کیلومتر مربع مساحت و ۳٬۸۸۹ نفر جمعیت دارد.